# Stefan Mirau
Stefan Mirau (ur. 2 sierpnia 1901 w Różynach, zm. 24 kwietnia 1942 w Stutthofie) – polski lekarz, społecznik, działacz harcerski w Wolnym Mieście Gdańsku.

## Życiorys
Urodził się w rodzinie o tradycjach patriotycznych, jego matka była siostrą znanego działacza narodowego Franciszka Kręckiego. Uczęszczał do szkół niemieckich, najpierw w Kościerzynie, potem w Gdańsku. Już jako gimnazjalista, z przyjacielem Alfem Liczmańskim, zakładał w 1917 patriotyczne Towarzystwo Filaretów. W okresie przed 1920 był tajnym łącznikiem swego wuja, Franciszka Kręckiego, który musiał się ukrywać w obawie przed aresztowaniem. W 1920 na obozie w Karwi złożył przyrzeczenie harcerskie, a po powrocie zorganizował pierwszą w Gdańsku drużynę harcerską im. Zygmunta Augusta i został jej drużynowym. W 1921 ukończył Gimnazjum Miejskie w Gdańsku i wyjechał do Berlina, gdzie studiował medycynę na Uniwersytecie Humboldtów, a następnie prowadził praktykę lekarską. W czerwcu 1932 powrócił do Gdańska i rozpoczął pracę w Polskim Czerwonym Krzyżu. Pełnił też obowiązki lekarza gdańskiej chorągwi, a w 1936 wszedł w skład zarządu Oddziału Gdańskiego Związku Harcerstwa Polskiego. Działał też w Gminie Polskiej, Macierzy Szkolnej, Towarzystwie Przyjaciół Nauki i Sztuki i Towarzystwie Ludowym „Jedność”.
Aresztowany po wybuchu wojny we wrześniu 1939, został osadzony w Nowym Porcie, a następnie zwolniony; na żądanie gdańskiej Izby Lekarskiej w październiku 1939 osadzono go ponownie w Nowym Porcie, gdzie pracował w obozowym szpitalu. Następnie w tym samym charakterze dostał się do obozu w Stutthofie, gdzie w najcięższych warunkach z wielkim poświęceniem starał się pomagać współwięźniom nękanym przez różne choroby. Tam zaraził się tyfusem plamistym i zmarł. Jego zwłoki pochowano na cmentarzu na Zaspie w Gdańsku.

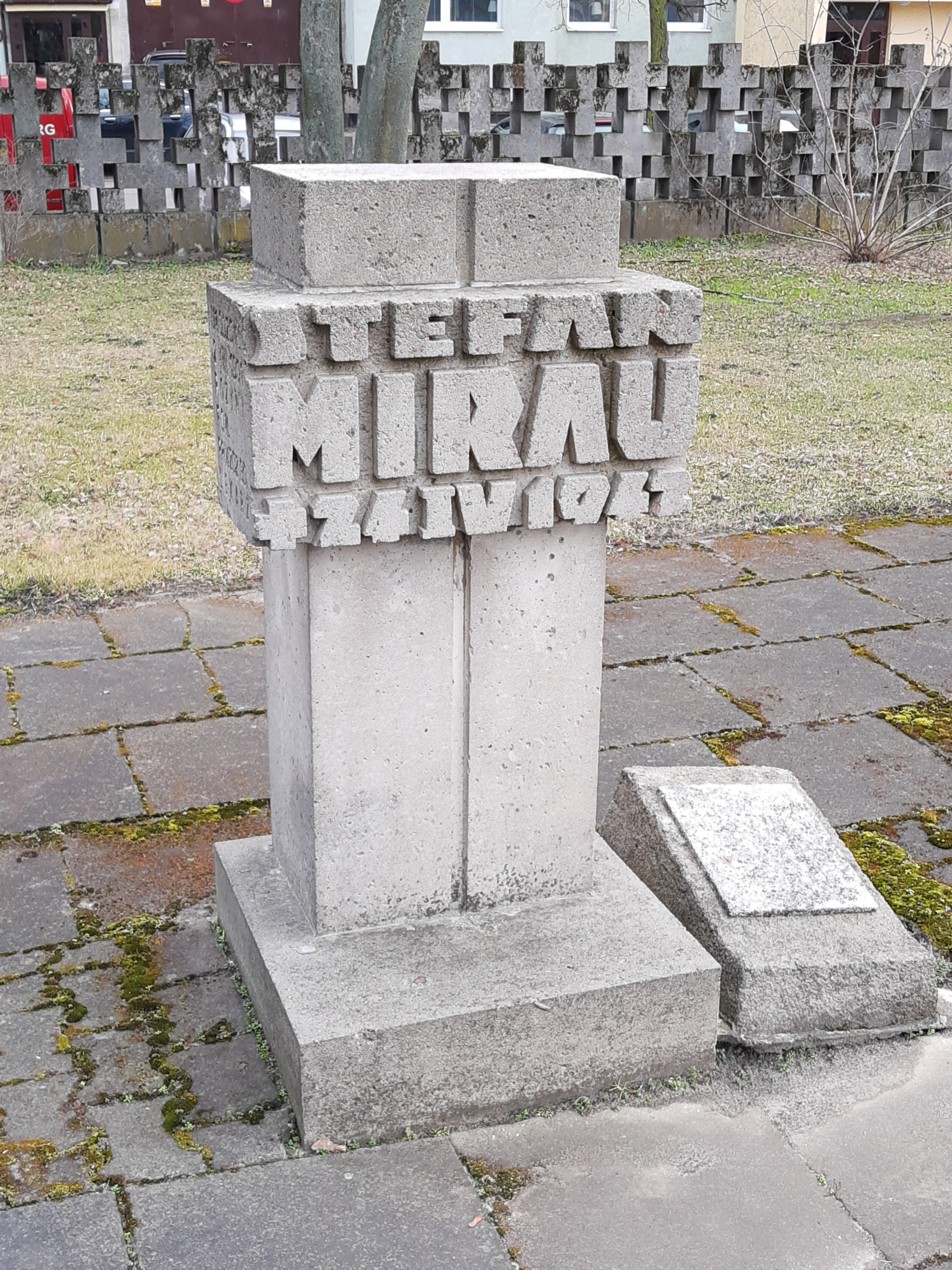
Grób Stefana Miraua na Cmentarzu Ofiar Hitleryzmu na Zaspie

W 1938 był odznaczony Srebrnym Krzyżem Zasługi.

## Upamiętnienie
Nazwiskiem doktora Stefana Miraua nazwano jedną z ulic w Gdańsku Oliwie.